# 双生灵探
双生灵探是中國大陸漫畫家湫然、止魚的鱼骨头漫画工作室聯合作品，於2014起黑岩网和騰訊動漫上連載，2016年6月改編動畫。

## 劇情
女大学生的女子宿舍里，一位女学生小玉忧心忡忡。最近自己身体发了很多奇怪的变化，比如说胸部越来越大了这件事。胸部增长的速度让她担心不已，但是又不明白到底是为什么。某夜她肚子上洗手间的时候，却发现每个门都关上了，没防备的她看到了可怕的一幕……事后学校传言她撞鬼了。
她决定去那家“双生灵探事务所”寻求帮助。事务所内的实体小涂和灵体小糊，会怎么解决这些棘手的事情？

## 主要人物
- 孙小涂：本作的男主角，灵异侦探，小糊的双胞胎弟弟[3]
- 孙小糊：本作的第二男主角，已经死亡，死因是个谜但是小涂可以看见他的灵魂和对话
- 夏冰：女一号，被称为冰姐，公安警察，小糊的女友
- 小玉：与男主角是好友
- 钢缔：住在小袖子工坊，武器改装专家